# 金塘镇 (巧家县)
金塘镇，是中华人民共和国云南省昭通市巧家县下辖的一个镇。
2012年9月19日，云南省人民政府批复同意撤销金塘乡，设立金塘镇。

## 行政区划
金塘镇下辖以下地区：
双河村、仁和村、梨树村、兴隆村、煤炭村、大洼村和拖岩村。